# Araea indecora
Araea indecora is een vlinder uit de familie uilen (Noctuidae). De wetenschappelijke naam van deze soort is voor het eerst geldig gepubliceerd in 1874 door Felder & Rogenhofer.
De soort komt voor in tropisch Afrika.